# Evangelisch-lutherische Christuskapelle (Gösmes)

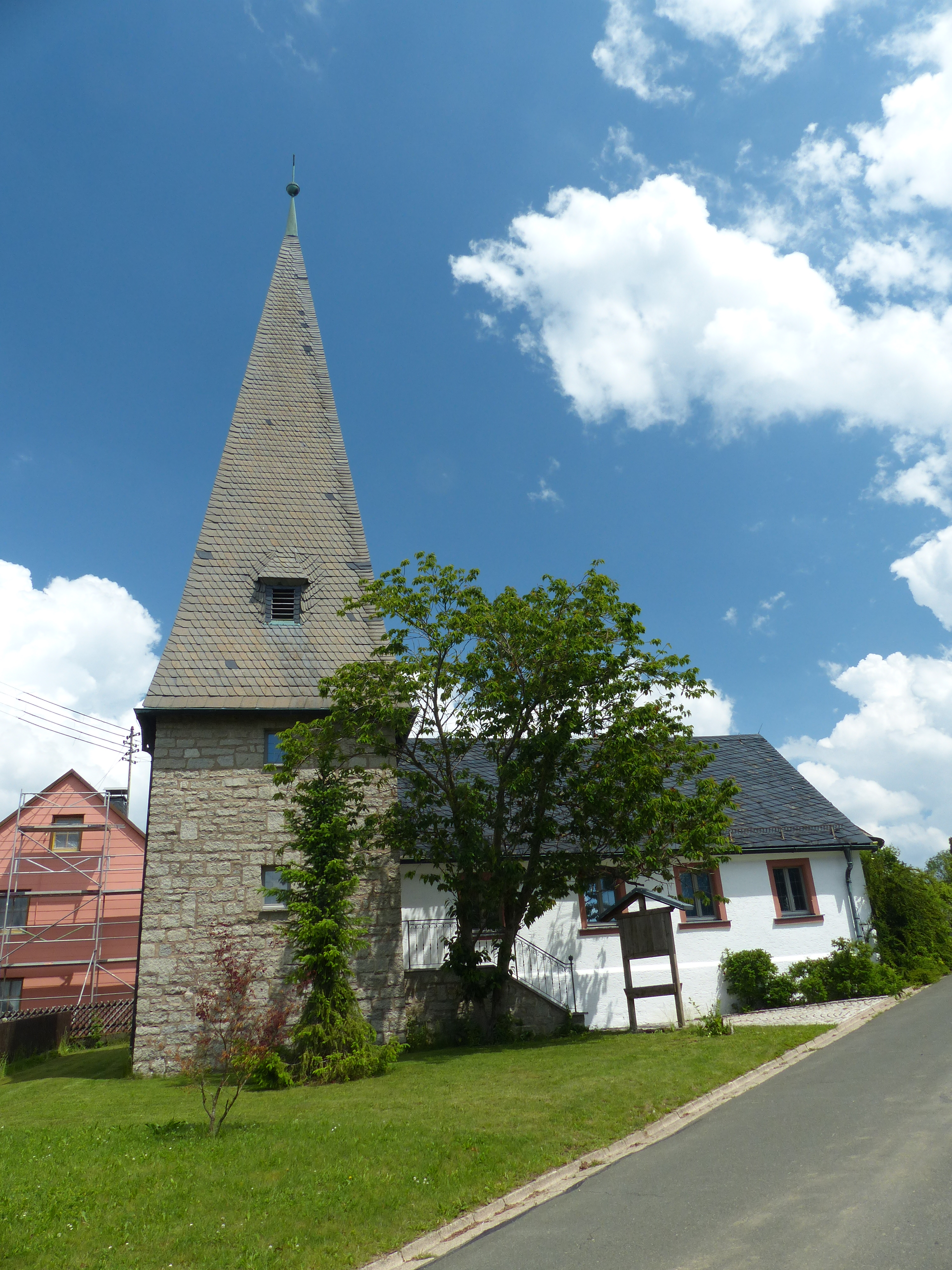
Ansicht der Kapelle

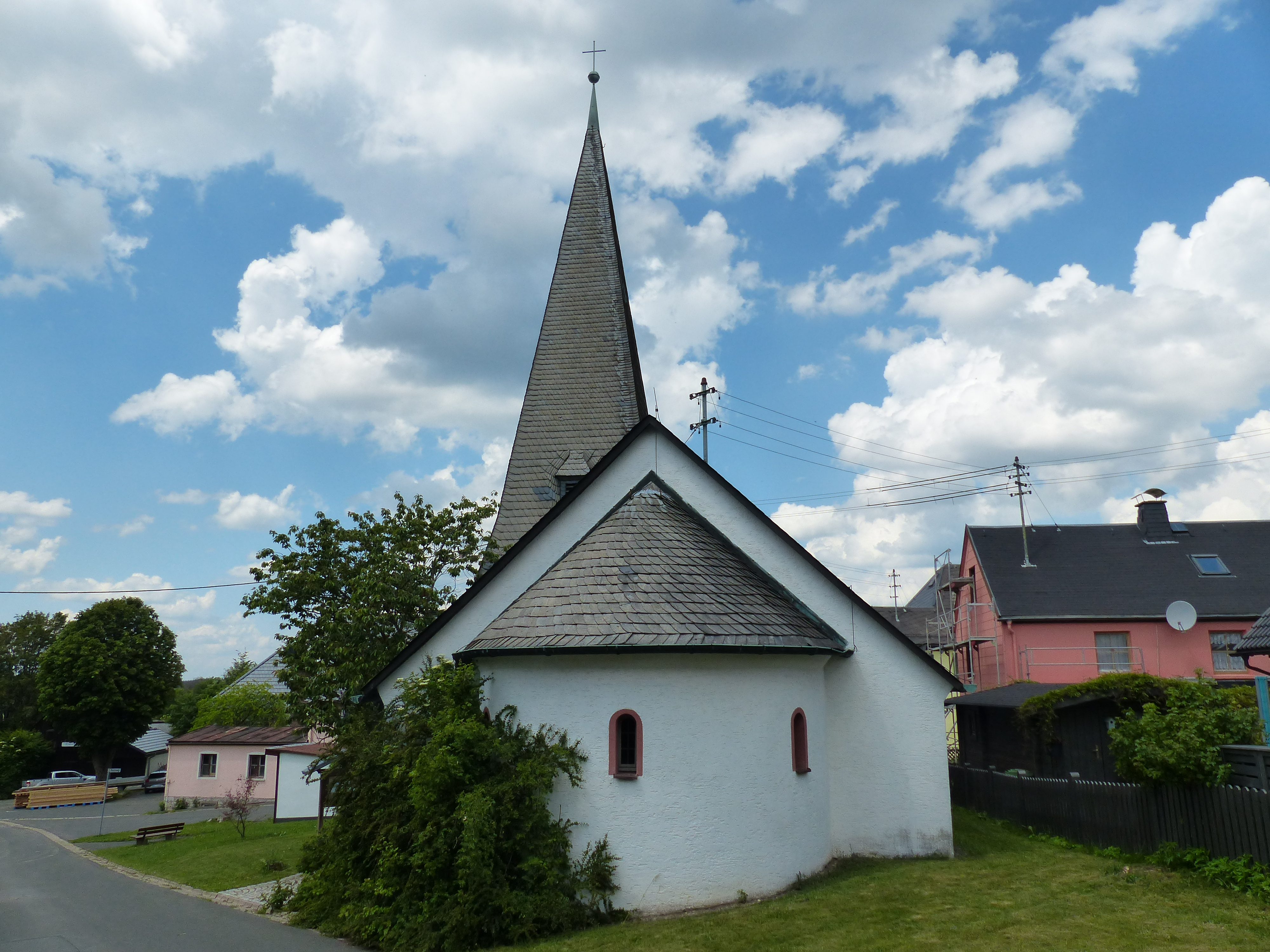
Gebäuderückseite

Die Evangelisch-lutherische Christuskapelle in Gösmes gehört zum Dekanat Kulmbach und ist ein umgebautes Weberhaus.
Die Christuskapelle entstand als Stiftung des Ehepaares Klob, das sein Weberhaus aus dem frühen 19. Jahrhundert nach dem Ableben zum Umbau als Kapelle bestimmte. Die charakteristischen Weberhäuser des Frankenwaldes sind gekennzeichnet von einer oft eingeschossigen gedrungenen Bauweise, sodass ein Umbau zur Kapelle ungewöhnlich und wahrscheinlich einzigartig ist. In den Jahren 1954 und 1955 wurde der Umbau vorgenommen. Das Haus erhielt zunächst einen Dachreiter für eine Glocke mit Zwiebelhaube und Wetterhahn. Der gesamte Innenraum wurde als Chor von einem Tonnengewölbe überspannt. Ende der 1960er Jahre wurde der quadratische Glockenturm mit Pyramidendach angebaut. Das Gebäude steht unter Denkmalschutz. Gottesdienste finden 14-täglich statt.